# Leo Augusteyns
Leo Augusteyns, né le 25 mai 1870 à Anvers et mort dans cette même ville le 15 décembre 1945, est un homme politique flamand libéral.

## Biographie
Écrivain et éditeur, il est élu député de l'arrondissement de Anvers pour les libéraux en 1906.
Il participe à l'activisme et est arrêté après la Première Guerre mondiale. Il est condamné pour délation à trois ans de prison. Libéré le 2 février 1921, il rejoint ensuite le Vlaamse Front. Il aide en 1928 à l'élection d'Auguste Borms et combat la droitisation du mouvement frontiste.